# ماجد مساعد المطيري
ماجد مساعد عوض مطلق الرشاش المطيري (29 أبريل 1972 - )؛ نائب في مجلس الأمة الكويتي.

## سيرته
ماجد مساعد حاصل على بكالوريوس إدارة أعمال، وعمل في شركة نفط الكويت، وكان أمين سر مبرة الرحمة الخيرية، شارك في انتخابات مجلس الأمة الكويتي 2013 في الدائرة الخامسة وحصل على المركز التاسع عشر بـ1,062 صوت وخسر بالانتخابات، وفي عام 2016، شارك في تشاورية مطير عن الدائرة الخامسة حيثُ حصل على المركز الثاني وخسر التشاورية، وفاز مُنافسه خالد النيف المطيري بالتشاورية، إلا أن تم شطب خالد النيف من الترشيح في انتخابات مجلس الأمة الكويتي 2016 بقرار من المحكمة بتهمة إهانة الذات الأميرية ليترشح ماجد مساعد في انتخابات مجلس الأمة 2016 بدلاً منه كونه المُرشح الاحتياطي للتشاورية، وحصل على المركز السابع في الدائرة الخامسة بـ3,821 صوت وفاز بالانتخابات.

## أبرز مواقفه في مجلس الأمة
| الكتل                                                    | قبلي - مُستقل |
| اللجان                                                   | مُستقلون      |
| استجواب الوزيرة هند الصبيح (يناير 2018)                  | ضد الاستجواب |
| استجواب الوزير بخيت الرشيدي (2018)                       | ضد الاستجواب |
| استجواب الوزيرة هند الصبيح (مايو 2018)                   | ضد الاستجواب |
| استجواب الوزير خالد الروضان (2019)                       | ضد الاستجواب |
| استجواب الوزير محمد الجبري (2019)                        | ضد الاستجواب |
| استجواب الوزير نايف الحجرف (2019)                        | مع الاستجواب |
| استجواب الوزير براك الشيتان (2020)                       | ضد الاستجواب |
| استجواب الوزير أنس الصالح (أغسطس 2020)                   | ضد الاستجواب |
| استجواب الوزير سعود هلال الحربي (أغسطس 2020)             | ضد الاستجواب |
| استجواب الوزير سعود هلال الحربي (سبتمبر 2020)            | ضد الاستجواب |
| استجواب الوزير أنس الصالح (سبتمبر 2020)                  | مع الاستجواب |
| تصويت فتح باب ما يستجد من أعمال (تعديل النظام الانتخابي) | غير موجود    |